# Mariano Pescador
Mariano Pescador y Escarate (Zaragoza, 1816-4 de octubre de 1886) fue un pintor, escenógrafo y profesor de dibujo aragonés, que destacó por su labor en las obras de la Basílica del Pilar.

## Biografía
Nació en Zaragoza y estudió en Madrid, empezó su labor académica en 1851 como profesor de dibujo en la Academia de Bellas Artes de Zaragoza, donde comenzó a estudiar en 1832. Proveniente de una familia de reconocidos pintores zaragozanos, en 1864 fue llamado a Murcia para trabajar el retablo mayor de la catedral, junto a Antonio Palao y Marco.
Destaca sobre todo su trabajo en El Pilar, donde decoró las capillas de Santiago y San Joaquín, además de pintar algunas pinturas al fresco en el entorno de la Santa Capilla.
También trabajó en Pamplona, Logroño y Ávila como decorador de catedrales.
En 1884, poco antes de morir, publicó su libro de texto didáctico Programa de la clase de dibujo natural que comprenderá desde los principios más elementales hasta la figura entera inclusive copiada de estampa, que muchos años se usó como manual de dibujo en la Academia de Bellas Artes. Fue padre del también pintor Félix Pescador y Saldaña.